# Buffy Summers
Buffy Summers é uma personagem ficcional,  protagonista da série Buffy the Vampire Slayer e do filme Buffy the Vampire Slayer, e presente em seus inúmeros spin-offs, tais como  a série Angel, romances, histórias em quadrinhos e videogames. É interpretada por Kristy Swanson no filme, por Sarah Michelle Gellar nas séries de TV e por Giselle Loren no videogame.

## Concepção e criação
Aparentemente ela é uma menina inocente, mas na verdade é uma menina extraordinária. Joss Whedon admitiu também que a personalidade de Buffy foi muito influenciada pela de Kitty Pride, personagem dos quadrinhos X-Men, cujo líder, Scott Summers, tem o mesmo sobrenome de Buffy.
Embora a visão de Whedon do poderio  feminino não fosse tão evidente quanto ele gostaria no filme Buffy the Vampire Slayer, deram-lhe uma segunda chance de construir a personagem quando Gail Berman veio com a ideia de transformar o filme em série de TV. Ele se aproveitou da chance, criando uma personagem mais forte e complexa.